# المجمعة
الْمَجْمَعَة مدينة سعودية ومركز محافظة المجمعة التابعة لمنطقة الرياض بوسط المملكة العربية السعودية. وتعدّ عاصمة لإقليم سدير في نجد وأكبر مدنه. يعود تاريخ بنائها إلى عام 820هـ الموافق 1417م. وهي مركز مقاطعة سدير وأكبر مدنها. يبلغ عدد سكان المجمعة حوالي اكثر من 160 الف نسمة بين مواطن ومقيم  وفيها حوالي 12 حيًّا سكنيًّا تضم حوالي 65,850 وحدة سكنية في هذه الاحياء. ويبلغ عدد سكانها حسب إحصاء عام 1444هـ/ 2022م (151,877) نسمة، توجد بالمجمعة جميع الدوائر الحكومية المركزية بالمحافظة ولها فروع في بعض مدنها وقراها.

## الموقع
تقع مدينة المجمعة على بعد حوالي «180» كيلو متراً، شمال غربي الرياض على مسار طريق الرياض سدير القصيم السريع وتبعد عن القصيم حوالي «140» كيلو متراً، وعن حفر الباطن حوالي «300» كيلو مترًا وعن مدينة شقراء حوالي «85» كيلو متراً متوسطة مدن وقرى وهجر محافظة المجمعة، مما أكسبها مكانة استراتيجية بالإضافة إلى أن الطرق المعبدة التي تربطها بهذه المناطق تعدّ من الطرق الرئيسية الهامة في المملكة، ومن ضمن تلك الطرق الطريق الدولي الذي يربط المنطقة الوسطى بعدد من دول الخليج، وهو طريق «المجمعة الكويت» (طريق الملك عبد لله) الذي يمر بمركز حرمة والأرطاوية وحفر الباطن انتهاء إلى دولة الكويت.

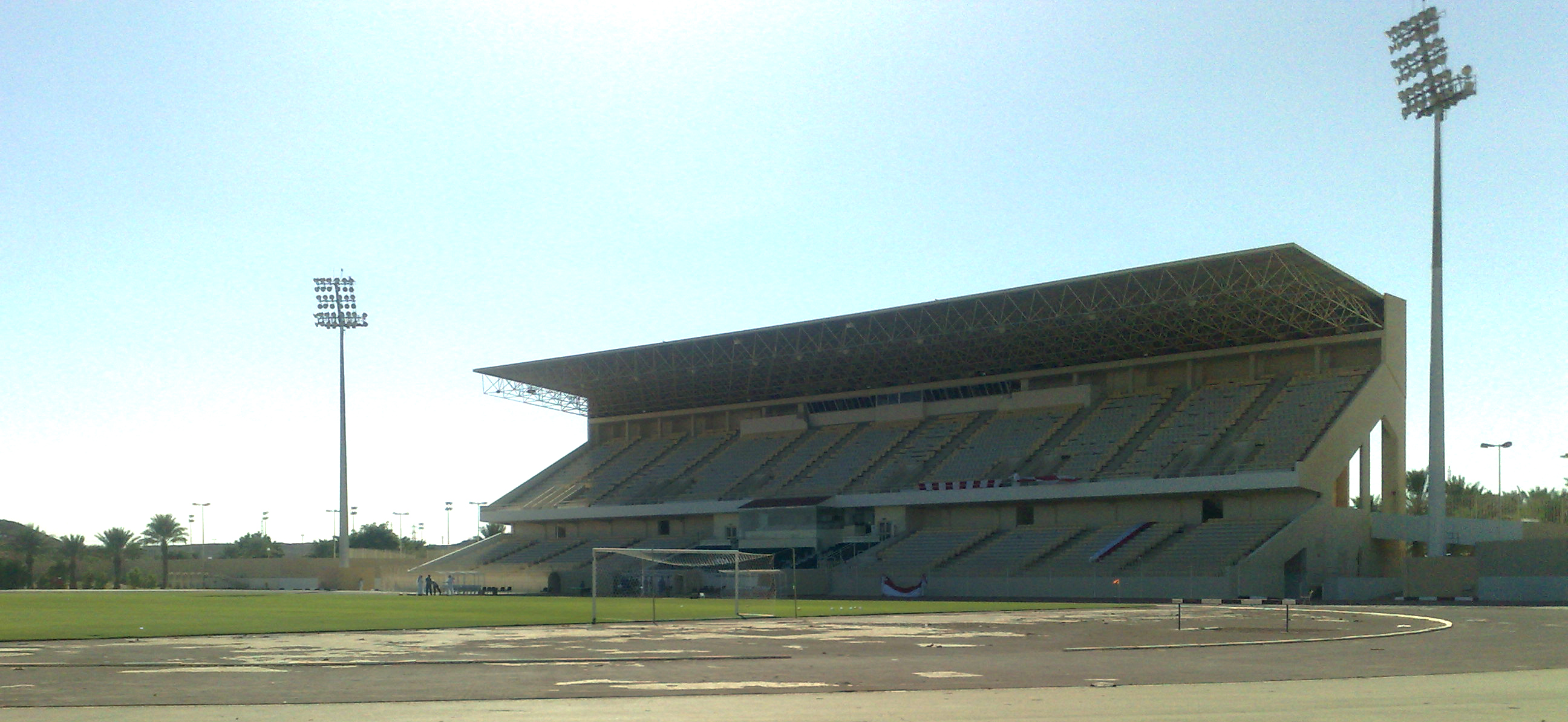
مدينة المجمعة الرياضية

## تاريخ المدينة
يعود تاريخ بناء المجمعة إلى 1417 ميلادي، وأول من بدأ العمران بها عبد الله بن سيف الويباري الشمري كما يروي المؤرخ ابن لعبون وكان إنشاؤها على أطلال بلد منيخ القديم. وسميت بالمجمعة لكونها ملتقى مجموعة من الأدوية تمر بالمنطقة.

## آثار المجمعة
تحتوي المجمعة على مناطق أثرية ومعالم قديمة ذات أهمية جغرافية وتاريخية وثقافية. كجبل منيخ، والقرية التراثية بالمركز التاريخي بالمجمعة، قصر العسكر (قصر الإمارة)، قصر الربيعة، قلعة المرقب الأثرية. وتحتوي المدينة على متحف ومعرض لتاريخ التعليم.

## نادي المجمعة
نادي مدينة المجمعة بسدير هو نادي الفيحاء في دوري روشن السعودي (الدوري الممتاز).

## أودية المجمعة
تشتهر مدينة المجمعة بتجمع عدة أودية فيها ولذلك أطلق عليها اسم المجمعة ومن أهمها:
- وادي المشقر الممتد من أعالي جبال الطويق وحتى روضة الخفيسة
- شعيب الكلبي.
- شعيب وشي.
- شعيب النخيل.
- شعيب حطابة.
- شعيب الرويضة.
- شعيب الخيس.
- شعيب الحثاقي.
- شعيب العمار.[11]

## التعليم

### التعليم قديمًا
ويقصد بالتعليم هنا التعليم غير المنظم حيث افتتحت في المجمعة العديد من الكتاتيب والمدارس الأهلية على يد عدد من العلماء الافاضل الذين تحملوا جزء من المسؤولية الاجتماعية في توفير فرض تعليمية لأبنائها قبل عهد الملك عبد العزيز وقيام النهضة التعليمية الحديثة في المملكة العربية السعودية، ومن أهم المدارس والكتاتيب:
- مدرسة سيف بن محمد العتيقي.
- كتّاب عبد الله بن مطر.
- كتّاب عبد الله الخيال.
- مدرسة جامع الملك عبد العزيز.
- مدرسة الشيح أحمد بن صالح الصانع.[12]

وقد افتتحت أول مدرسة أهلية لتعليم البنات في عام 1340 هـ من قبل فاطمة وحصة المطوع.